# إليانور جونز
إليانور جونز (بالإنجليزية: Eleanor Jones)‏ هي رياضياتية أمريكية، ولدت في 12 أغسطس 1929.